# Taboče
Taboče (také známá jako Taboche, Tawoche, Tobuche, Tāuje, Taweche, Tawache nebo Tawetse) je hora ve východním Nepálu v pohoří Himálaj v oblasti Khumbu. Taboče je spojen s Čolace dlouhým hřebenem. Taboče leží severozápadně od hory Ama Dablam mezi vesnicemi Pheriče a Mačhermo.

## Prvovýstup
První výstup byl uskutečněn v roce 1974 francouzskou expedicí vedenou Yannickem Seigneurem a klarinetistou a skladatelem Jean-Christianem Michelem. Ve vrcholovém týmu byli také Louis Dubost, Paul Gendre a Jacques Brugirard.

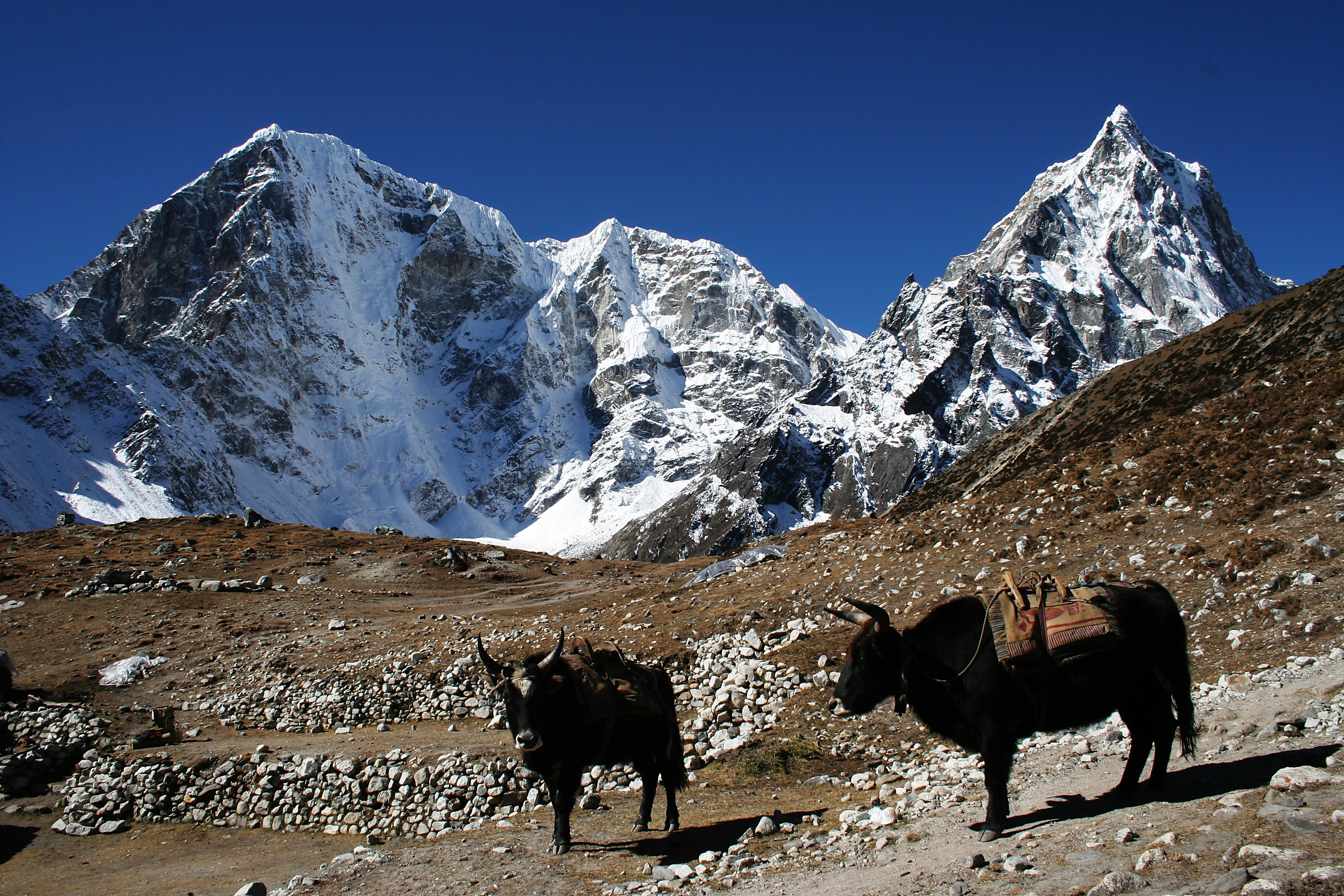
Taboče (vlevo) a Čolace (vpravo)

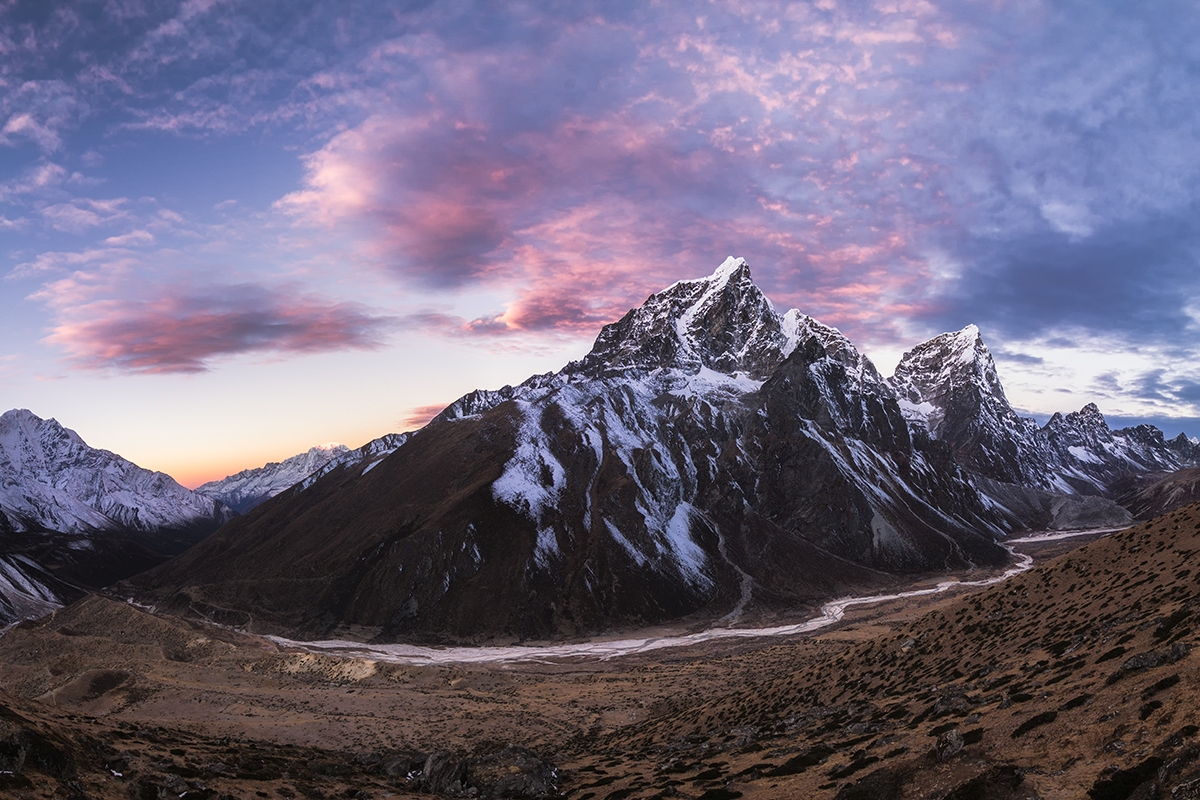